# 林肯国际
林肯国际（英語：Lincoln International LLC）是一家美国投资银行。

## 历史
该公司由罗布-巴尔和吉姆-劳森以及埃德-汉伦和埃里克-马尔乔于1996年创立，是一家精品投资银行公司--林肯合伙人。巴尔和劳森从1981年开始合作，他们在1988年开始与汉伦合作，1994年与马尔乔合作。在创立林肯合伙人公司之前，这两位合伙人大部分时间都在为佩恩韦伯公司工作，该公司于2000年被瑞银收购。
通过20世纪90年代末，林肯合伙人公司发展到一个大约30人的组织，并成为一个注册经纪商。
2006年1月，林肯国际通过合并林肯合伙人和Peters Associates，这两家分别位于美国和德国的中间市场投资银行，以及来自毕马威会计师事务所的团队加入，组成了巴黎办事处。在合并时，林肯国际在芝加哥、法兰克福、纽约和巴黎设有办事处。这两家公司以前曾通过2005年成立的战略合资企业进行合作。
截至2022年12月，林肯国际拥有超过850名员工，并正在考虑在不久的将来进行IPO。